# Ryan Giggs
O.B.E. Ryan Joseph Giggs, nato Ryan Joseph Wilson (Cardiff, 29 novembre 1973), è un dirigente sportivo, allenatore di calcio ed ex calciatore inglese naturalizzato gallese, di ruolo centrocampista, co-proprietario del Salford City.
Considerato come uno dei più grandi calciatori della storia del calcio britannico, occupa l'85ª posizione nella speciale classifica dei migliori calciatori del XX secolo pubblicata dalla rivista World Soccer e rientra nella ristretta cerchia dei calciatori con almeno 1000 presenze in carriera.
Ha legato la sua intera carriera al Manchester Utd, dove con 36 trofei conquistati risulta essere il giocatore più vincente in assoluto nella storia del club nonché il sesto giocatore più vincente della storia del calcio. Nel club inglese Giggs ha giocato dal 1990 al 2014, diventando il primatista assoluto di presenze (963, di cui 159 nelle competizioni UEFA per club). Inoltre è il terzo giocatore con più apparizioni nella storia della Premier League (632).
Per sedici anni è stato anche un componente della nazionale gallese.

## Biografia
Alla nascita il suo cognome era Wilson e aveva la nazionalità inglese. Il cattivo rapporto con il padre lo ha portato a decidere di cambiare legalmente cognome oltreché a optare per la cittadinanza e la nazionale gallese: la madre infatti è gallese e il suo cognome è appunto Giggs. Suo nonno paterno era originario della Sierra Leone.

## Caratteristiche tecniche

### Giocatore
Era un'ala sinistra estremamente duttile e flessibile, schierabile da esterno sinistro di centrocampo o da attaccante sinistro in un tridente, ma ha giocato anche come centrocampista centrale/trequartista a fine carriera, quando sopperiva alla più limitata mobilità con un'eccellente visione di gioco, garantendogli una carriera longeva da titolare. Disponeva di ottima tecnica ed era veloce, assai dinamico e bravo in dribbling, abile a crossare e a servire assist, intelligente tatticamente e uno specialista nel calciare le punizioni.

## Carriera

### Giocatore

#### Club
Avvicinatosi inizialmente al rugby, il giovane Ryan inizia la sua carriera nelle giovanili del Manchester City per poi passare al Manchester Utd all'età di 14 anni, con cui sigla il primo contratto da professionista il 29 novembre 1990, giorno del suo diciassettesimo compleanno; fa invece il suo debutto in Premier League contro l'Everton all'Old Trafford il 2 marzo 1991, sostituendo Denis Irwin in una sconfitta per 2-0. Poco dopo debutta anche con la nazionale gallese, diventando il più giovane giocatore ad aver esordito con tale compagine (primato poi battuto dal connazionale Gareth Bale).
Il 18 novembre 1995 ha realizzato il gol più veloce della storia mancuniana, quando dopo appena 15 secondi ha segnato al Southampton.
Il 1999 è l'anno migliore della sua carriera: vince infatti Premier League, FA Cup e UEFA Champions League. Segna un gol in semifinale di FA Cup del 1999 contro l'Arsenal nei tempi supplementari, realizzato al culmine di un'azione personale iniziata partendo dalla sua metà campo. Nello stesso anno (ma nella stagione sportiva successiva) si aggiudica anche la Coppa Intercontinentale, fornendo a Keane l'assist per la marcatura decisiva nella finale contro il Palmeiras e venendo eletto man of the match della finale.

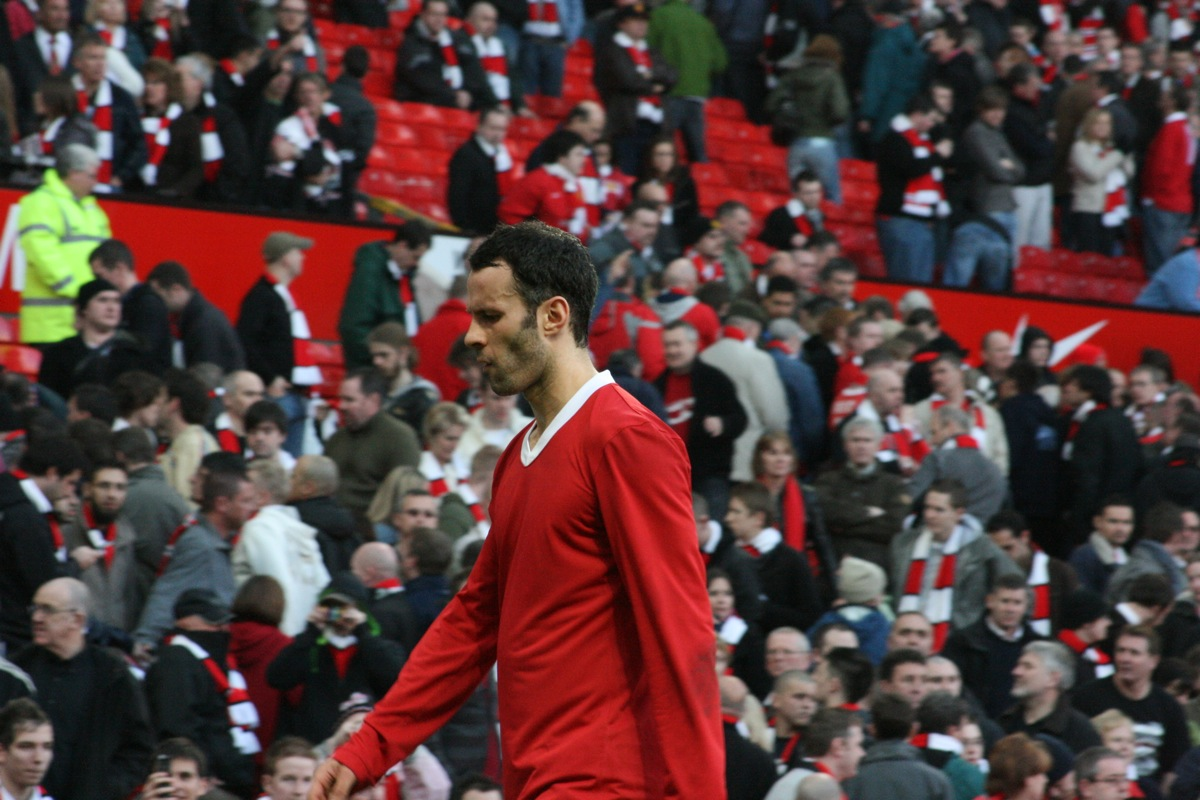
Giggs al Manchester Utd nel 2008, con indosso la speciale divisa dedicata ai Busby Babes nel cinquantenario del disastro aereo di Monaco di Baviera

Segna il suo 100º gol in Premier League contro il Derby County l'8 dicembre 2007, in una partita vinta dai Red Devils 4-1. Il 20 febbraio 2008 mette a referto la sua 100ª presenza nella UEFA Champions League in una partita contro il Lione mentre l'11 maggio, nell'ultima giornata di Premier League 2007-2008, sostituisce Park Ji-sung eguagliando il record di Bobby Charlton di 758 presenze con la maglia mancuniana. Nella stessa partita, vinta dal Manchester Utd contro il Wigan per 2 a 0, Giggs segna il secondo gol, che regala al club il suo decimo titolo di campionato. Dieci giorni dopo, il 21 maggio, sorpassa il record di presenze di Bobby Charlton entrando al posto di Paul Scholes all'87' della finale della UEFA Champions League 2007-2008 contro il Chelsea. I mancuniani solleveranno il massimo trofeo continentale per club, sconfiggendo il Chelsea 6-5 ai rigori dopo l'1-1 dei supplementari: Giggs segna quello che diviene il rigore decisivo (dopo che il Blues Nicolas Anelka aveva sbagliato il rigore finale) e diventa l'unico giocatore britannico, con Steve McManaman e il suo compagno di squadra Owen Hargreaves, ad aver giocato e vinto più di una finale di UEFA Champions League.
Il 26 aprile 2009 è stato eletto, per la prima volta nella sua carriera, giocatore dell'anno della PFA, nonostante avesse giocato appena dodici partite durante la stagione 2008-2009. L'800ª presenza con la maglia del Manchester Utd arriva il 29 aprile, nella semifinale di UEFA Champions League vinta per 1-0 contro l'Arsenal.
La 600ª presenza in Premier League arriva il 16 gennaio 2011 nella partita contro il Tottenham finita 0-0. Il 31 gennaio viene votato come miglior giocatore della storia dei Red Devils, superando campioni come George Best e Sir Bobby Charlton.

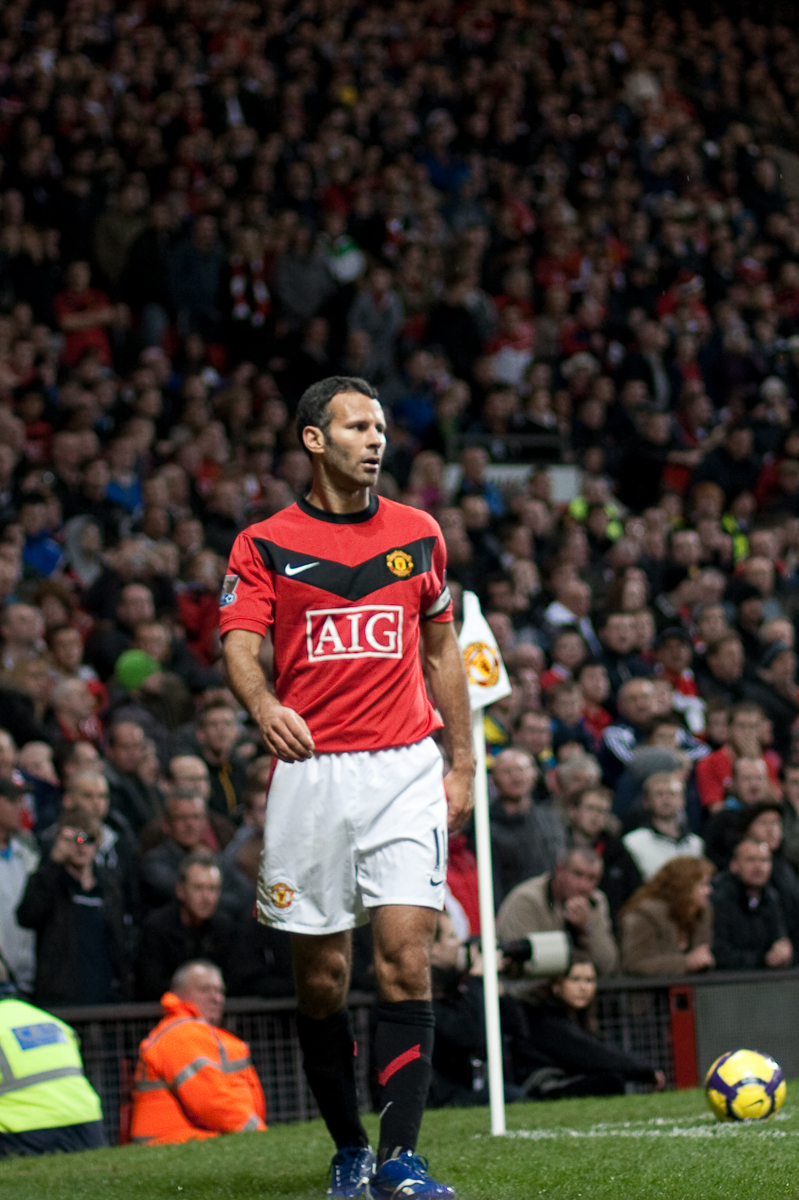
Giggs capitano della squadra mancuniana nel 2009

Il 10 ottobre 2011 gli viene assegnato il Golden Foot, premio internazionale alla carriera conferito a calciatori che abbiano almeno 29 anni. Il 26 febbraio 2012, nella partita di Premier League contro il Norwich City (finita 2-1 per i Red Devils), va in gol al 90' permettendo alla sua squadra di vincere e festeggiare nel miglior modo possibile la sua 900ª presenza in assoluto col Manchester Utd.
Il 5 marzo 2013, nella sfida interna contro il Real Madrid valevole per l'ottavo di finale della UEFA Champions League, raggiunge la 1000ª presenza da professionista.
Dal 4 luglio 2013 ricopre un doppio ruolo visto che, oltre a proseguire la carriera da giocatore, è anche assistente dell'allenatore David Moyes. L'11 agosto conquista il suo decimo Community Shield nella gara vinta per 2-0 dal Manchester Utd contro il Wigan. Il 2 ottobre diviene il giocatore con più presenze in assoluto (145) nella UEFA Champions League, superando Raul (144). Il 7 gennaio 2014, durante la partita di andata delle semifinali di League Cup contro il Sunderland, segna per la prima volta in 25 anni di carriera un autogol.
Il 19 maggio 2014, tramite una lettera pubblicata sul sito del suo club, annuncia il ritiro dal calcio giocato; poco più di un anno prima aveva lasciato il Manchester Utd un'altra figura storica del club, l'allenatore Alex Ferguson (venendo sostituito da Moyes assistito da Giggs), che sedeva sulla panchina dei Red Devils ininterrottamente dal 1986.

#### Nazionale
Giggs ha fatto il suo debutto con la maglia gallese nell'ottobre 1991, in una gara persa per 4-1 con la Nazionale di calcio della Germania. Nell'occasione, divenne il più giovane a esordire con il Galles, all'età di 17 anni e 321 giorni. Il record sarebbe stato superato nel giugno 1998 da Ryan Green, che debuttò a 17 anni e 226 giorni. Il suo primo gol con la nazionale giunse nel 1993, in una partita delle qualificazioni UEFA al campionato del mondo 1994 vinta per 2-0 contro il Belgio.
Con la maglia della sua nazione ha giocato per 16 anni, segnando 12 reti in 64 partite, ma senza mai riuscire a disputare un europeo o un mondiale. Il 5 settembre 2001, durante la partita valida per le qualificazioni UEFA al campionato del mondo 2002 persa per 3-2 contro la Norvegia ad Oslo, ha ricevuto l'unica espulsione della sua carriera, per doppia ammonizione. Nel 2007, a 34 anni, decise di chiudere con la nazionale.
Nel 2012 Giggs venne inserito nella selezione britannica che avrebbe preso parte alle Olimpiadi di Londra come fuori quota. Esordì il 20 luglio contro il Brasile e segnò la sua prima e unica rete con la formazione contro gli Emirati Arabi Uniti, sconfitta per 3-1. Nell'occasione, Giggs divenne il più anziano marcatore nella storia delle Olimpiadi estive, a 38 anni e 243 giorni; il precedente record, imbattuto da 88 anni, apparteneva all'egiziano Hussein Hegazi. Il Regno Unito uscì però dal torneo nei quarti di finale, eliminato dalla Corea del Sud.

### Allenatore

#### Manchester Utd
Il 22 aprile 2014 viene nominato ad interim allenatore-giocatore del Manchester Utd per traghettare la squadra fino al termine del campionato in sostituzione dell'esonerato David Moyes, di cui era già assistente. Il 19 maggio seguente i Red Devils ingaggiano come allenatore l'olandese Louis van Gaal, di cui Giggs diviene il vice.
Il 2 luglio 2016, dopo 29 anni passati a Manchester tra campo e panchina, lascia definitivamente il club.

#### Galles
Il 15 gennaio 2018 gli viene affidata la guida tecnica della propria nazionale. Il 23 aprile 2021, a pochi mesi dall'europeo, viene sollevato dal ruolo a causa dell'incriminazione per violenza domestica alla fidanzata e alla sorella di quest'ultima, accuse che lo avevano condotto all'arresto nel novembre 2020, prima di essere rilasciato su cauzione: il successivo 18 luglio 2023 verrà assolto da ogni accusa. Ciò nonostante, con la summenzionata indagine ancora in corso, il 20 giugno 2022 si era dimesso da commissario tecnico della nazionale gallese.

### Dirigente
Nel 2014, lui insieme agli altri ex giocatori del Manchester Utd, Nicky Butt, Paul Scholes, Gary Neville e Phil Neville hanno formato una cordata per l'acquisto del Salford City, con il debutto della nuova proprietà a partire dalla stagione 2014-2015.

## Statistiche

### Presenze e reti nei club
| Stagione        | Squadra         | Campionato      | Campionato | Campionato | Coppe nazionali | Coppe nazionali | Coppe nazionali | Coppe continentali | Coppe continentali | Coppe continentali | Altre coppe    | Altre coppe | Altre coppe | Totale | Totale |
| Stagione        | Squadra         | Comp            | Pres       | Reti       | Comp            | Pres            | Reti            | Comp               | Pres               | Reti               | Comp           | Pres        | Reti        | Pres   | Reti   |
| --------------- | --------------- | --------------- | ---------- | ---------- | --------------- | --------------- | --------------- | ------------------ | ------------------ | ------------------ | -------------- | ----------- | ----------- | ------ | ------ |
| 1990-1991       | Manchester Utd  | FD              | 2          | 1          | FACup+CdL       | 0               | 0               | CdC                | 0                  | 0                  | CS             | 0           | 0           | 2      | 1      |
| 1991-1992       | Manchester Utd  | FD              | 38         | 4          | FACup+CdL       | 3+8             | 0+3             | CdC                | 1                  | 0                  | SU             | 1           | 0           | 51     | 7      |
| 1992-1993       | Manchester Utd  | PL              | 41         | 9          | FACup+CdL       | 2+2             | 2+0             | CU                 | 1                  | 0                  | -              | -           | -           | 46     | 11     |
| 1993-1994       | Manchester Utd  | PL              | 38         | 13         | FACup+CdL       | 7+8             | 1+3             | UCL                | 4                  | 0                  | CS             | 1           | 0           | 58     | 17     |
| 1994-1995       | Manchester Utd  | PL              | 29         | 1          | FACup+CdL       | 7+0             | 1+0             | UCL                | 3                  | 2                  | CS             | 1           | 0           | 40     | 4      |
| 1995-1996       | Manchester Utd  | PL              | 33         | 11         | FACup+CdL       | 7+2             | 1+0             | CU                 | 2                  | 0                  | -              | -           | -           | 44     | 12     |
| 1996-1997       | Manchester Utd  | PL              | 26         | 3          | FACup+CdL       | 3+0             | 0               | UCL                | 7                  | 2                  | CS             | 1           | 0           | 37     | 5      |
| 1997-1998       | Manchester Utd  | PL              | 29         | 8          | FACup+CdL       | 2+0             | 0               | UCL                | 5                  | 1                  | CS             | 1           | 0           | 37     | 9      |
| 1998-1999       | Manchester Utd  | PL              | 24         | 3          | FACup+CdL       | 6+1             | 2+0             | UCL                | 9                  | 5                  | CS             | 1           | 0           | 41     | 10     |
| 1999-2000       | Manchester Utd  | PL              | 30         | 6          | FACup+CdL       | 0               | 0               | UCL                | 11                 | 1                  | CS+SU+CInt+Cmc | 0+0+1+2     | 0           | 44     | 7      |
| 2000-2001       | Manchester Utd  | PL              | 31         | 5          | FACup+CdL       | 2+0             | 0               | UCL                | 11                 | 2                  | CS             | 1           | 0           | 45     | 7      |
| 2001-2002       | Manchester Utd  | PL              | 25         | 7          | FACup+CdL       | 1+0             | 0               | UCL                | 13                 | 2                  | CS             | 1           | 0           | 40     | 9      |
| 2002-2003       | Manchester Utd  | PL              | 36         | 8          | FACup+CdL       | 3+5             | 2+0             | UCL                | 15                 | 4                  | -              | -           | -           | 59     | 14     |
| 2003-2004       | Manchester Utd  | PL              | 33         | 7          | FACup+CdL       | 5+0             | 0               | UCL                | 8                  | 1                  | CS             | 1           | 0           | 47     | 8      |
| 2004-2005       | Manchester Utd  | PL              | 32         | 5          | FACup+CdL       | 4+1             | 0+1             | UCL                | 6                  | 2                  | CS             | 1           | 0           | 44     | 8      |
| 2005-2006       | Manchester Utd  | PL              | 27         | 3          | FACup+CdL       | 2+3             | 1+0             | UCL                | 5                  | 1                  | -              | -           | -           | 37     | 5      |
| 2006-2007       | Manchester Utd  | PL              | 30         | 4          | FACup+CdL       | 6+0             | 0               | UCL                | 8                  | 2                  | -              | -           | -           | 44     | 6      |
| 2007-2008       | Manchester Utd  | PL              | 31         | 3          | FACup+CdL       | 2+0             | 0               | UCL                | 9                  | 0                  | CS             | 1           | 1           | 43     | 4      |
| 2008-2009       | Manchester Utd  | PL              | 28         | 2          | FACup+CdL       | 2+4             | 0+1             | UCL                | 11                 | 1                  | CS+SU+Cmc      | 1+0+1       | 0           | 47     | 4      |
| 2009-2010       | Manchester Utd  | PL              | 25         | 5          | FACup+CdL       | 1+2             | 0+1             | UCL                | 3                  | 1                  | CS             | 1           | 0           | 32     | 7      |
| 2010-2011       | Manchester Utd  | PL              | 25         | 2          | FACup+CdL       | 3+1             | 1+0             | UCL                | 8                  | 1                  | CS             | 1           | 0           | 38     | 4      |
| 2011-2012       | Manchester Utd  | PL              | 25         | 2          | FACup+CdL       | 2+1             | 0+1             | UCL+UEL            | 3+2                | 1+0                | CS             | 0           | 0           | 33     | 4      |
| 2012-2013       | Manchester Utd  | PL              | 22         | 2          | FACup+CdL       | 4+1             | 1+2             | UCL                | 5                  | 0                  | -              | -           | -           | 32     | 5      |
| 2013-2014       | Manchester Utd  | PL              | 12         | 0          | FACup+CdL       | 0+2             | 0               | UCL                | 7                  | 0                  | CS             | 1           | 0           | 22     | 0      |
| Totale carriera | Totale carriera | Totale carriera | 672        | 114        |                 | 115             | 24              |                    | 157                | 29                 |                | 19          | 1           | 963    | 168    |

### Cronologia presenze e reti in nazionale
| Cronologia completa delle presenze e delle reti in nazionale ― Galles | Cronologia completa delle presenze e delle reti in nazionale ― Galles | Cronologia completa delle presenze e delle reti in nazionale ― Galles | Cronologia completa delle presenze e delle reti in nazionale ― Galles | Cronologia completa delle presenze e delle reti in nazionale ― Galles | Cronologia completa delle presenze e delle reti in nazionale ― Galles | Cronologia completa delle presenze e delle reti in nazionale ― Galles | Cronologia completa delle presenze e delle reti in nazionale ― Galles |
| Data                                                                  | Città                                                                 | In casa                                                               | Risultato                                                             | Ospiti                                                                | Competizione                                                          | Reti                                                                  | Note                                                                  |
| --------------------------------------------------------------------- | --------------------------------------------------------------------- | --------------------------------------------------------------------- | --------------------------------------------------------------------- | --------------------------------------------------------------------- | --------------------------------------------------------------------- | --------------------------------------------------------------------- | --------------------------------------------------------------------- |
| 16-10-1991                                                            | Norimberga                                                            | Germania                                                              | 4 – 1                                                                 | Galles                                                                | Qual. Euro 1992                                                       | -                                                                     |                                                                       |
| 13-11-1991                                                            | Cardiff                                                               | Galles                                                                | 1 – 0                                                                 | Lussemburgo                                                           | Qual. Euro 1992                                                       | -                                                                     |                                                                       |
| 20-5-1992                                                             | Bucarest                                                              | Romania                                                               | 5 – 1                                                                 | Galles                                                                | Qual. Mondiali 1994                                                   | -                                                                     |                                                                       |
| 3-6-1992                                                              | Tokyo                                                                 | Argentina                                                             | 1 – 0                                                                 | Galles                                                                | Amichevole                                                            | -                                                                     |                                                                       |
| 7-6-1992                                                              | Matsuyama                                                             | Giappone                                                              | 0 – 1                                                                 | Galles                                                                | Amichevole                                                            | -                                                                     |                                                                       |
| 9-9-1992                                                              | Cardiff                                                               | Galles                                                                | 6 – 0                                                                 | Fær Øer                                                               | Qual. Mondiali 1994                                                   | -                                                                     |                                                                       |
| 18-11-1992                                                            | Bruxelles                                                             | Belgio                                                                | 2 – 0                                                                 | Galles                                                                | Qual. Mondiali 1994                                                   | -                                                                     |                                                                       |
| 31-3-1993                                                             | Cardiff                                                               | Galles                                                                | 2 – 0                                                                 | Belgio                                                                | Qual. Mondiali 1994                                                   | 1                                                                     |                                                                       |
| 28-4-1993                                                             | Ostrava                                                               | Cecoslovacchia                                                        | 1 – 1                                                                 | Galles                                                                | Qual. Mondiali 1994                                                   | -                                                                     |                                                                       |
| 6-6-1993                                                              | Toftir                                                                | Fær Øer                                                               | 0 – 3                                                                 | Galles                                                                | Qual. Mondiali 1994                                                   | -                                                                     |                                                                       |
| 8-9-1993                                                              | Cardiff                                                               | Galles                                                                | 2 – 2                                                                 | Cecoslovacchia                                                        | Qual. Mondiali 1994                                                   | 1                                                                     |                                                                       |
| 13-10-1993                                                            | Cardiff                                                               | Galles                                                                | 2 – 0                                                                 | Cipro                                                                 | Qual. Mondiali 1994                                                   | -                                                                     |                                                                       |
| 17-11-1993                                                            | Cardiff                                                               | Galles                                                                | 1 – 2                                                                 | Romania                                                               | Qual. Mondiali 1994                                                   | -                                                                     |                                                                       |
| 7-9-1994                                                              | Cardiff                                                               | Galles                                                                | 2 – 0                                                                 | Albania                                                               | Qual. Euro 1996                                                       | 1                                                                     |                                                                       |
| 29-3-1995                                                             | Sofia                                                                 | Bulgaria                                                              | 3 – 1                                                                 | Galles                                                                | Qual. Euro 1996                                                       | -                                                                     |                                                                       |
| 11-10-1995                                                            | Swansea                                                               | Galles                                                                | 1 – 2                                                                 | Germania                                                              | Qual. Euro 1996                                                       | -                                                                     |                                                                       |
| 15-11-1995                                                            | Tirana                                                                | Albania                                                               | 1 – 1                                                                 | Galles                                                                | Qual. Euro 1996                                                       | -                                                                     |                                                                       |
| 24-4-1996                                                             | Ginevra                                                               | Svizzera                                                              | 2 – 0                                                                 | Galles                                                                | Amichevole                                                            | -                                                                     |                                                                       |
| 2-6-1996                                                              | Serravalle                                                            | San Marino                                                            | 0 – 5                                                                 | Galles                                                                | Qual. Mondiali 1998                                                   | 1                                                                     |                                                                       |
| 31-8-1996                                                             | Cardiff                                                               | Galles                                                                | 6 – 0                                                                 | San Marino                                                            | Qual. Mondiali 1998                                                   | -                                                                     |                                                                       |
| 14-12-1996                                                            | Cardiff                                                               | Galles                                                                | 0 – 0                                                                 | Turchia                                                               | Qual. Mondiali 1998                                                   | -                                                                     |                                                                       |
| 29-3-1997                                                             | Cardiff                                                               | Galles                                                                | 1 – 2                                                                 | Belgio                                                                | Qual. Mondiali 1998                                                   | -                                                                     |                                                                       |
| 20-8-1997                                                             | Istanbul                                                              | Turchia                                                               | 6 – 4                                                                 | Galles                                                                | Qual. Mondiali 1998                                                   | -                                                                     |                                                                       |
| 11-10-1997                                                            | Bruxelles                                                             | Belgio                                                                | 3 – 2                                                                 | Galles                                                                | Qual. Mondiali 1998                                                   | 1                                                                     | cap.                                                                  |
| 5-9-1998                                                              | Liverpool                                                             | Galles                                                                | 0 – 2                                                                 | Italia                                                                | Qual. Euro 2000                                                       | -                                                                     |                                                                       |
| 5-6-1999                                                              | Bologna                                                               | Italia                                                                | 4 – 0                                                                 | Galles                                                                | Qual. Euro 2000                                                       | -                                                                     |                                                                       |
| 9-6-1999                                                              | Copenaghen                                                            | Danimarca                                                             | 2 – 0                                                                 | Galles                                                                | Qual. Euro 2000                                                       | -                                                                     |                                                                       |
| 4-9-1999                                                              | Minsk                                                                 | Bielorussia                                                           | 1 – 2                                                                 | Galles                                                                | Qual. Euro 2000                                                       | 1                                                                     |                                                                       |
| 29-3-2000                                                             | Wrexham                                                               | Galles                                                                | 1 – 2                                                                 | Finlandia                                                             | Amichevole                                                            | 1                                                                     |                                                                       |
| 2-9-2000                                                              | Minsk                                                                 | Bielorussia                                                           | 2 – 1                                                                 | Galles                                                                | Qual. Mondiali 2002                                                   | -                                                                     |                                                                       |
| 7-10-2000                                                             | Cardiff                                                               | Galles                                                                | 1 – 1                                                                 | Norvegia                                                              | Qual. Mondiali 2002                                                   | -                                                                     |                                                                       |
| 11-10-2000                                                            | Bydgoszcz                                                             | Polonia                                                               | 0 – 0                                                                 | Galles                                                                | Qual. Mondiali 2002                                                   | -                                                                     |                                                                       |
| 28-3-2001                                                             | Cardiff                                                               | Galles                                                                | 1 – 1                                                                 | Ucraina                                                               | Qual. Mondiali 2002                                                   | -                                                                     |                                                                       |
| 2-6-2001                                                              | Cardiff                                                               | Galles                                                                | 1 – 2                                                                 | Polonia                                                               | Qual. Mondiali 2002                                                   | -                                                                     |                                                                       |
| 6-6-2001                                                              | Donec'k                                                               | Ucraina                                                               | 1 – 1                                                                 | Galles                                                                | Qual. Mondiali 2002                                                   | -                                                                     |                                                                       |
| 1-9-2001                                                              | Swansea                                                               | Galles                                                                | 0 – 0                                                                 | Armenia                                                               | Qual. Mondiali 2002                                                   | -                                                                     | cap.                                                                  |
| 5-9-2001                                                              | Oslo                                                                  | Norvegia                                                              | 3 – 2                                                                 | Galles                                                                | Qual. Mondiali 2002                                                   | -                                                                     | cap.                                                                  |
| 13-2-2002                                                             | Cardiff                                                               | Galles                                                                | 1 – 1                                                                 | Argentina                                                             | Amichevole                                                            | -                                                                     |                                                                       |
| 14-5-2002                                                             | Wrexham                                                               | Galles                                                                | 1 – 0                                                                 | Germania                                                              | Amichevole                                                            | -                                                                     |                                                                       |
| 7-9-2002                                                              | Helsinki                                                              | Finlandia                                                             | 0 – 2                                                                 | Galles                                                                | Qual. Euro 2004                                                       | -                                                                     |                                                                       |
| 16-10-2002                                                            | Cardiff                                                               | Galles                                                                | 2 – 1                                                                 | Italia                                                                | Qual. Euro 2004                                                       | -                                                                     |                                                                       |
| 20-11-2002                                                            | Baku                                                                  | Azerbaigian                                                           | 0 – 2                                                                 | Galles                                                                | Qual. Euro 2004                                                       | -                                                                     |                                                                       |
| 29-3-2003                                                             | Cardiff                                                               | Galles                                                                | 4 – 0                                                                 | Azerbaigian                                                           | Qual. Euro 2004                                                       | 1                                                                     |                                                                       |
| 20-8-2003                                                             | Belgrado                                                              | Serbia e Montenegro                                                   | 1 – 0                                                                 | Galles                                                                | Qual. Euro 2004                                                       | -                                                                     |                                                                       |
| 6-9-2003                                                              | Milano                                                                | Italia                                                                | 4 – 0                                                                 | Galles                                                                | Qual. Euro 2004                                                       | -                                                                     |                                                                       |
| 10-9-2003                                                             | Cardiff                                                               | Galles                                                                | 1 – 1                                                                 | Finlandia                                                             | Qual. Euro 2004                                                       | -                                                                     |                                                                       |
| 11-10-2003                                                            | Cardiff                                                               | Galles                                                                | 2 – 3                                                                 | Serbia e Montenegro                                                   | Qual. Euro 2004                                                       | -                                                                     |                                                                       |
| 15-11-2003                                                            | Mosca                                                                 | Russia                                                                | 0 – 0                                                                 | Galles                                                                | Qual. Euro 2004                                                       | -                                                                     |                                                                       |
| 19-11-2003                                                            | Cardiff                                                               | Galles                                                                | 0 – 1                                                                 | Russia                                                                | Qual. Euro 2004                                                       | -                                                                     |                                                                       |
| 18-2-2004                                                             | Cardiff                                                               | Galles                                                                | 4 – 0                                                                 | Scozia                                                                | Amichevole                                                            | -                                                                     |                                                                       |
| 30-5-2004                                                             | Wrexham                                                               | Galles                                                                | 1 – 0                                                                 | Canada                                                                | Amichevole                                                            | -                                                                     |                                                                       |
| 9-10-2004                                                             | Manchester                                                            | Inghilterra                                                           | 2 – 0                                                                 | Galles                                                                | Qual. Mondiali 2006                                                   | -                                                                     |                                                                       |
| 26-3-2005                                                             | Wrexham                                                               | Galles                                                                | 0 – 2                                                                 | Austria                                                               | Qual. Mondiali 2006                                                   | -                                                                     | cap.                                                                  |
| 30-3-2005                                                             | Salisburgo                                                            | Austria                                                               | 1 – 0                                                                 | Galles                                                                | Qual. Mondiali 2006                                                   | -                                                                     | cap.                                                                  |
| 3-9-2005                                                              | Cardiff                                                               | Galles                                                                | 0 – 1                                                                 | Inghilterra                                                           | Qual. Mondiali 2006                                                   | -                                                                     | cap.                                                                  |
| 7-9-2005                                                              | Varsavia                                                              | Polonia                                                               | 1 – 0                                                                 | Galles                                                                | Qual. Mondiali 2006                                                   | -                                                                     | cap.                                                                  |
| 8-10-2005                                                             | Belfast                                                               | Irlanda del Nord                                                      | 2 – 3                                                                 | Galles                                                                | Qual. Mondiali 2006                                                   | 1                                                                     | cap.                                                                  |
| 12-10-2005                                                            | Cardiff                                                               | Galles                                                                | 2 – 0                                                                 | Azerbaigian                                                           | Qual. Mondiali 2006                                                   | 2                                                                     | cap.                                                                  |
| 1-3-2006                                                              | Cardiff                                                               | Galles                                                                | 0 – 0                                                                 | Paraguay                                                              | Amichevole                                                            | -                                                                     | cap.                                                                  |
| 15-8-2006                                                             | Swansea                                                               | Galles                                                                | 0 – 0                                                                 | Bulgaria                                                              | Amichevole                                                            | -                                                                     | cap.                                                                  |
| 2-9-2006                                                              | Teplice                                                               | Rep. Ceca                                                             | 2 – 1                                                                 | Galles                                                                | Qual. Euro 2008                                                       | -                                                                     | cap.                                                                  |
| 5-9-2006                                                              | Londra                                                                | Brasile                                                               | 2 – 0                                                                 | Galles                                                                | Amichevole                                                            | -                                                                     | cap.                                                                  |
| 14-11-2006                                                            | Cardiff                                                               | Galles                                                                | 4 – 0                                                                 | Liechtenstein                                                         | Amichevole                                                            | -                                                                     | cap.                                                                  |
| 24-3-2007                                                             | Dublino                                                               | Irlanda                                                               | 1 – 0                                                                 | Galles                                                                | Qual. Euro 2008                                                       | -                                                                     | cap.                                                                  |
| 28-3-2007                                                             | Cardiff                                                               | Galles                                                                | 3 – 0                                                                 | San Marino                                                            | Qual. Euro 2008                                                       | 1                                                                     | cap.                                                                  |
| 26-5-2007                                                             | Wrexham                                                               | Galles                                                                | 2 – 2                                                                 | Nuova Zelanda                                                         | Amichevole                                                            | -                                                                     | cap.                                                                  |
| 2-6-2007                                                              | Cardiff                                                               | Galles                                                                | 0 – 0                                                                 | Rep. Ceca                                                             | Qual. Euro 2008                                                       | -                                                                     | cap.                                                                  |
| Totale                                                                |                                                                       | Presenze                                                              | 64                                                                    |                                                                       | Reti                                                                  | 12                                                                    |                                                                       |

| Cronologia completa delle presenze e delle reti in nazionale ― Regno Unito olimpica | Cronologia completa delle presenze e delle reti in nazionale ― Regno Unito olimpica | Cronologia completa delle presenze e delle reti in nazionale ― Regno Unito olimpica | Cronologia completa delle presenze e delle reti in nazionale ― Regno Unito olimpica | Cronologia completa delle presenze e delle reti in nazionale ― Regno Unito olimpica | Cronologia completa delle presenze e delle reti in nazionale ― Regno Unito olimpica | Cronologia completa delle presenze e delle reti in nazionale ― Regno Unito olimpica | Cronologia completa delle presenze e delle reti in nazionale ― Regno Unito olimpica |
| Data                                                                                | Città                                                                               | In casa                                                                             | Risultato                                                                           | Ospiti                                                                              | Competizione                                                                        | Reti                                                                                | Note                                                                                |
| ----------------------------------------------------------------------------------- | ----------------------------------------------------------------------------------- | ----------------------------------------------------------------------------------- | ----------------------------------------------------------------------------------- | ----------------------------------------------------------------------------------- | ----------------------------------------------------------------------------------- | ----------------------------------------------------------------------------------- | ----------------------------------------------------------------------------------- |
| 20-7-2012                                                                           | Middlesbrough                                                                       | Regno Unito olimpica                                                                | 0 – 2                                                                               | Brasile olimpica                                                                    | Amichevole                                                                          | -                                                                                   | cap.                                                                                |
| 26-7-2012                                                                           | Manchester                                                                          | Senegal olimpica                                                                    | 2 – 3                                                                               | Regno Unito olimpica                                                                | Olimpiadi 2012 - 1º turno                                                           | -                                                                                   | cap.                                                                                |
| 29-7-2012                                                                           | Londra                                                                              | Regno Unito olimpica                                                                | 3 – 1                                                                               | Emirati Arabi Uniti olimpica                                                        | Olimpiadi 2012 - 1º turno                                                           | 1                                                                                   | cap. 72’                                                                            |
| 4-8-2012                                                                            | Londra                                                                              | Regno Unito olimpica                                                                | 1 – 1 dts (4 – 5 dcr)                                                               | Corea del Sud olimpica                                                              | Olimpiadi 2012 - Quarti di finale                                                   | -                                                                                   | 85’                                                                                 |
| Totale                                                                              |                                                                                     | Presenze                                                                            | 4                                                                                   |                                                                                     | Reti                                                                                | 1                                                                                   |                                                                                     |

### Record
- Calciatore ad aver segnato in più edizioni consecutive di Premier League,[8] dalla sua istituzione (1992-1993) al 2012-2013 (21).[32]
- Giocatore con più presenze in Premier League con 672 partite, tutte con il Manchester Utd.[8]
- Calciatore ad aver vinto più trofei con il Manchester Utd (37).
- Calciatore ad aver vinto più volte la Premier League (13).
- Calciatore del Manchester Utd ad aver giocato più partite di Champions League (151).[8]
- Calciatore ad aver segnato in più edizioni di Champions League (17).
- Calciatore del Manchester Utd ad aver giocato più partite nelle competizioni UEFA per club (159).[33]
- Calciatore ad aver giocato più partite con il Manchester Utd (963).[6]
- Calciatore ad aver giocato più partite nello stesso club (963).
- Calciatore ad aver vinto più campionati con il Manchester Utd (13).
- Calciatore ad aver disputato più stagioni con il Manchester Utd (24).
- Calciatore più vecchio ad aver disputato una partita nel torneo di calcio ai Giochi olimpici a 38 anni e 252 giorni.[8]
- Calciatore più vecchio ad aver segnato nel torneo di calcio ai Giochi olimpici a 38 anni e 243 giorni.[8]

### Statistiche da allenatore
Statistiche aggiornate all'11 maggio 2014.
| Stagione        | Squadra         | Campionato      | Campionato | Campionato | Campionato | Campionato | Coppe nazionali | Coppe nazionali | Coppe nazionali | Coppe nazionali | Coppe nazionali | Coppe continentali | Coppe continentali | Coppe continentali | Coppe continentali | Coppe continentali | Altre coppe | Altre coppe | Altre coppe | Altre coppe | Altre coppe | Totale | Totale | Totale | Totale | Vittorie % | Piazzamento |
| Stagione        | Squadra         | Comp            | G          | V          | N          | P          | Comp            | G               | V               | N               | P               | Comp               | G                  | V                  | N                  | P                  | Comp        | G           | V           | N           | P           | G      | V      | N      | P      | %          | Piazzamento |
| --------------- | --------------- | --------------- | ---------- | ---------- | ---------- | ---------- | --------------- | --------------- | --------------- | --------------- | --------------- | ------------------ | ------------------ | ------------------ | ------------------ | ------------------ | ----------- | ----------- | ----------- | ----------- | ----------- | ------ | ------ | ------ | ------ | ---------- | ----------- |
| apr.-giu. 2014  | Manchester Utd  | PL              | 4          | 2          | 1          | 1          | -               | -               | -               | -               | -               | -                  | -                  | -                  | -                  | -                  | -           | -           | -           | -           | -           | 4      | 2      | 1      | 1      | 50,00      | Sub. 7°     |
| Totale carriera | Totale carriera | Totale carriera | 4          | 2          | 1          | 1          |                 | -               | -               | -               | -               |                    | -                  | -                  | -                  | -                  |             | -           | -           | -           | -           | 4      | 2      | 1      | 1      | 50,00      |             |

## Palmarès

### Giocatore

#### Club

##### Competizioni nazionali
- Coppa di Lega inglese: 4

Manchester Utd: 1991-1992, 2005-2006, 2008-2009, 2009-2010
- Campionato inglese: 13 (Record)

Manchester Utd: 1992-1993, 1993-1994, 1995-1996, 1996-1997, 1998-1999, 1999-2000, 2000-2001, 2002-2003, 2006-2007, 2007-2008, 2008-2009, 2010-2011, 2012-2013
- Charity/Community Shield: 10 (Record)

Manchester Utd: 1993, 1994, 1996, 1997, 2003, 2007, 2008, 2010, 2011, 2013
- Coppa d'Inghilterra: 4

Manchester Utd: 1993-1994, 1995-1996, 1998-1999, 2003-2004

##### Competizioni internazionali
- Supercoppa UEFA: 1

Manchester Utd: 1991
- UEFA Champions League: 2

Manchester Utd: 1998-1999, 2007-2008
- Coppa Intercontinentale: 1

Manchester Utd: 1999
- Coppa del mondo per club: 1

Manchester Utd: 2008

#### Individuale
- Calciatore gallese dell'anno: 1

2006
- Giovane dell'anno della PFA: 2

1991-1992, 1992-1993
- Trofeo Bravo: 1

1992-1993
- Squadra dell'anno della PFA: 6

1992-1993, 1997-1998, 2000-2001, 2001-2002, 2006-2007, 2008-2009
- Miglior giocatore della Coppa Intercontinentale: 1

1999
- Giocatore dell'anno della PFA: 1

2009
- Golden Foot: 1

2011
- Globe Soccer Awards: 1

Premio alla carriera per calciatori: 2019
- Candidato al Dream Team del Pallone d'oro (2020)
- One Club Man Award: 2020[34]